# GATD1
GATD1 (англ. Glutamine amidotransferase like class 1 domain containing 1) – білок, який кодується однойменним геном, розташованим у людей на 11-й хромосомі. Довжина поліпептидного ланцюга білка становить 220 амінокислот, а молекулярна маса — 23 298.
| 10         |  | 20         |  | 30         |  | 40         |  | 50         |
| ---------- |  | ---------- |  | ---------- |  | ---------- |  | ---------- |
| MASERLPNRP |  | ACLLVASGAA |  | EGVSAQSFLH |  | CFTMASTAFN |  | LQVATPGGKA |
| MEFVDVTESN |  | ARWVQDFRLK |  | AYASPAKLES |  | IDGARYHALL |  | IPSCPGALTD |
| LASSGSLARI |  | LQHFHSESKP |  | ICAVGHGVAA |  | LCCATNEDRS |  | WVFDSYSLTG |
| PSVCELVRAP |  | GFARLPLVVE |  | DFVKDSGACF |  | SASEPDAVHV |  | VLDRHLVTGQ |
| NASSTVPAVQ |  | NLLFLCGSRK |  |            |  |            |  |            |

A: Аланін

C: Цистеїн

D: Аспарагінова кислота

E: Глутамінова кислота

F: Фенілаланін

G: Гліцин

H: Гістидин

I: Ізолейцин

K: Лізин

L: Лейцин

M: Метіонін

N: Аспарагін

P: Пролін

Q: Глутамін

R: Аргінін

S: Серин

T: Треонін

V: Валін

W: Триптофан

Задіяний у такому біологічному процесі, як альтернативний сплайсинг. 
Секретований назовні.